# Облівіон (фільм)
«Облівіон» (англ. Oblivion) — американський фантастичний фільм 1994 року.

## Сюжет
3031 рік. Людство розселилося по галактиці. На одній з планет, що містить у своїх надрах рідкісний метал драконій, йде боротьба за контроль над його видобутком. У тихе містечко Облівіон очманілим космічним вітром заносить банду інопланетних шибайголів — людей, кіборгів і гуманоїдів. З ними вступають у жорстоку і непрогнозовану сутичку земляни. Облівіон стає центром жорстокої боротьби.

## У ролях
- Річард Джозеф Пол — Зак Стоун
- Джекі Суонсон — Метті Чейз
- Ендрю Дівофф — Редей, Ейнштейн
- Мег Фостер — Стелл Барр
- Айзек Гейз — Бастер
- Джулі Ньюмар — міс Кітті
- Карел Стрейкен — Гонт
- Джордж Такеї — Док Валентайн
- Мюзетта Вандер — Леш
- Джиммі Ф. Скеггс — Бютео
- Ірвін Кіз — Борк
- Майк Дженовезе — Маршалл Стоун
- Френк Роман — Вормхол
- Джефф Молдован — Спаннер
- Джо Муцио — двоголовий
- Крейг Ентоні Муцио — двоголовий
- Тім Міллер — Смердючий Тарнкот
- Пітер Девід — Ковхенд
- Надін Емілі Войндроу — Жозефіна
- Сем Ірвін — хлопчик для биття